# Campionati mondiali di nuoto in vasca corta 1995
I secondi Campionati mondiali di nuoto in vasca corta si sono svolti a Rio de Janeiro (Brasile) dal 30 novembre al 3 dicembre 1995.

## Medagliere
| Posizione | Paese         |    |   |   | Totale |
| --------- | ------------- | -- | - | - | ------ |
| 1         | Australia     | 12 | 7 | 7 | 26     |
| 2         | Cina          | 5  | 2 | 2 | 9      |
| 3         | Brasile       | 3  | 2 | 1 | 6      |
| 4         | Canada        | 2  | 5 | 0 | 7      |
| 5         | Costa Rica    | 2  | 0 | 0 | 2      |
| 5         | Cuba          | 2  | 0 | 0 | 2      |
| 7         | Germania      | 1  | 4 | 5 | 10     |
| 8         | Gran Bretagna | 1  | 2 | 1 | 4      |
| 9         | Nuova Zelanda | 1  | 2 | 0 | 3      |
| 10        | Danimarca     | 1  | 1 | 2 | 4      |
| 11        | Stati Uniti   | 1  | 0 | 2 | 3      |
| 12        | Venezuela     | 1  | 0 | 2 | 3      |
| 13        | Paesi Bassi   | 0  | 3 | 0 | 3      |
| 14        | Ucraina       | 0  | 2 | 0 | 2      |
| 15        | Russia        | 0  | 1 | 2 | 3      |
| 16        | Slovacchia    | 0  | 1 | 1 | 2      |
| 17        | Polonia       | 0  | 0 | 2 | 2      |
| 17        | Svezia        | 0  | 0 | 2 | 2      |
| 19        | Francia       | 0  | 0 | 1 | 1      |
| 19        | Ungheria      | 0  | 0 | 1 | 1      |
| 19        | Romania       | 0  | 0 | 1 | 1      |

## Piscina 25 m

### 50 m stile libero
| Posizione | Atleta            | Paese     | Tempo |
| --------- | ----------------- | --------- | ----- |
|           | Francisco Sánchez | Venezuela | 21.80 |
|           | Fernando Scherer  | Brasile   | 22.08 |
|           | Jiang Chengji     | Cina      | 22.17 |

| Posizione | Atleta        | Paese       | Tempo |
| --------- | ------------- | ----------- | ----- |
|           | Jingyi Le     | Cina        | 24.62 |
|           | Angela Postma | Paesi Bassi | 25.10 |
|           | Sandra Völker | Germania    | 25.21 |

### 100 m stile libero
| Posizione | Atleta            | Paese     | Tempo |
| --------- | ----------------- | --------- | ----- |
|           | Fernando Scherer  | Brasile   | 47.97 |
|           | Gustavo Borges    | Brasile   | 48.00 |
|           | Francisco Sánchez | Venezuela | 48.46 |

| Posizione | Atleta        | Paese    | Tempo |
| --------- | ------------- | -------- | ----- |
|           | Jingyi Le     | Cina     | 53.23 |
|           | Na Chao       | Cina     | 54.52 |
|           | Sandra Völker | Germania | 54.69 |

### 200 m stile libero
| Posizione | Atleta         | Paese         | Tempo   |
| --------- | -------------- | ------------- | ------- |
|           | Gustavo Borges | Brasile       | 1:45.55 |
|           | Trent Bray     | Nuova Zelanda | 1:46.18 |
|           | Michael Klim   | Australia     | 1:46.44 |

| Posizione | Atleta            | Paese      | Tempo      |
| --------- | ----------------- | ---------- | ---------- |
|           | Claudia Poll      | Costa Rica | 1:55.42 RM |
|           | Susie O'Neill     | Australia  | 1:56.42    |
|           | Martina Moravcová | Slovacchia | 1:56.61    |

### 400 m stile libero
| Posizione | Atleta          | Paese     | Tempo   |
| --------- | --------------- | --------- | ------- |
|           | Daniel Kowalski | Australia | 3:45.15 |
|           | Jörg Hoffmann   | Germania  | 3:45.65 |
|           | Malcolm Allen   | Australia | 3:47.00 |

| Posizione | Atleta           | Paese         | Tempo   |
| --------- | ---------------- | ------------- | ------- |
|           | Claudia Poll     | Costa Rica    | 4:05.18 |
|           | Carla Geurts     | Paesi Bassi   | 4:06.20 |
|           | Sarah Hardcastle | Gran Bretagna | 4:07.20 |

### 800 m stile libero
| Posizione | Atleta           | Paese         | Tempo   |
| --------- | ---------------- | ------------- | ------- |
|           | Sarah Hardcastle | Gran Bretagna | 8:25.46 |
|           | Carla Geurts     | Paesi Bassi   | 8:27.03 |
|           | Ping Lio         | Cina          | 8:29.95 |

### 1500 m stile libero
| Posizione | Atleta          | Paese         | Tempo    |
| --------- | --------------- | ------------- | -------- |
|           | Daniel Kowalski | Australia     | 14:48.51 |
|           | Ian Wilson      | Gran Bretagna | 14:49.72 |
|           | Jörg Hoffmann   | Germania      | 15:05.36 |

### 100 m dorso
| Posizione | Atleta         | Paese         | Tempo |
| --------- | -------------- | ------------- | ----- |
|           | Rodolfo Falcón | Cuba          | 53.12 |
|           | Neil Willey    | Gran Bretagna | 53.22 |
|           | Jirka Letzin   | Germania      | 53.65 |

| Posizione | Atleta          | Paese       | Tempo   |
| --------- | --------------- | ----------- | ------- |
|           | Misty Hyman     | Stati Uniti | 1:00.21 |
|           | Mette Jacobsen  | Danimarca   | 1:00.25 |
|           | Barbara Bedford | Stati Uniti | 1:00.63 |

### 200 m dorso
| Posizione | Atleta         | Paese    | Tempo   |
| --------- | -------------- | -------- | ------- |
|           | Rodolfo Falcón | Cuba     | 1:55.16 |
|           | Chris Renaud   | Canada   | 1:55.27 |
|           | Tamás Deutsch  | Ungheria | 1:56.18 |

| Posizione | Atleta         | Paese       | Tempo   |
| --------- | -------------- | ----------- | ------- |
|           | Mette Jacobsen | Danimarca   | 2:08.18 |
|           | Dagmar Hase    | Germania    | 2:09.00 |
|           | Leigh Habler   | Stati Uniti | 2:09.33 |

### 100 m rana
| Posizione | Atleta             | Paese         | Tempo   |
| --------- | ------------------ | ------------- | ------- |
|           | Mark Warnecke      | Germania      | 59.89   |
|           | Paul Kent          | Nuova Zelanda | 1:00.14 |
|           | Stanislav Lopukhov | Russia        | 1:00.33 |

| Posizione | Atleta              | Paese     | Tempo      |
| --------- | ------------------- | --------- | ---------- |
|           | Samantha Riley      | Australia | 1:05.70 RM |
|           | Svitlana Bondarenko | Ucraina   | 1:07.78    |
|           | Linley Frame        | Australia | 1:08.61    |

### 200 m rana
| Posizione | Atleta          | Paese     | Tempo   |
| --------- | --------------- | --------- | ------- |
|           | Yiwu Wang       | Cina      | 2:11.11 |
|           | Ryan Mitchell   | Australia | 2:11.46 |
|           | Jean-Lionel Rey | Francia   | 2:11.92 |

| Posizione | Atleta              | Paese     | Tempo      |
| --------- | ------------------- | --------- | ---------- |
|           | Samantha Riley      | Australia | 2:20.85 RM |
|           | Svitlana Bondarenko | Ucraina   | 2:24.78    |
|           | Alicja Pęczak       | Polonia   | 2:25.65    |

### 100 m farfalla
| Posizione | Atleta         | Paese     | Tempo |
| --------- | -------------- | --------- | ----- |
|           | Scott Miller   | Australia | 52.38 |
|           | Denis Pimankov | Russia    | 52.64 |
|           | Michael Klim   | Australia | 52.80 |

| Posizione | Atleta         | Paese     | Tempo    |
| --------- | -------------- | --------- | -------- |
|           | Limin Liu      | Cina      | 58.68 RM |
|           | Susie O'Neill  | Australia | 58.69    |
|           | Angela Kennedy | Australia | 58.74    |

### 200 m farfalla
| Posizione | Atleta             | Paese     | Tempo   |
| --------- | ------------------ | --------- | ------- |
|           | Scott Goodman      | Australia | 1:54.79 |
|           | Scott Miller       | Australia | 1:56.36 |
|           | Chris-Carol Bremer | Germania  | 1:57.30 |

| Posizione | Atleta         | Paese     | Tempo   |
| --------- | -------------- | --------- | ------- |
|           | Susie O'Neill  | Australia | 2:06.18 |
|           | Limin Liu      | Cina      | 2:06.51 |
|           | Mette Jacobsen | Danimarca | 2:11.07 |

### 200 m misti
| Posizione | Atleta          | Paese     | Tempo   |
| --------- | --------------- | --------- | ------- |
|           | Matthew Dunn    | Australia | 1:56.86 |
|           | Curtis Myden    | Canada    | 1:58.56 |
|           | Marcin Maliński | Polonia   | 1:58.61 |

| Posizione | Atleta            | Paese      | Tempo   |
| --------- | ----------------- | ---------- | ------- |
|           | Elli Overton      | Australia  | 2:11.67 |
|           | Martina Moravcová | Slovacchia | 2:11.91 |
|           | Louise Karlsson   | Svezia     | 2:12.38 |

### 400 m misti
| Posizione | Atleta          | Paese     | Tempo   |
| --------- | --------------- | --------- | ------- |
|           | Matthew Dunn    | Australia | 4:08.02 |
|           | Curtis Myden    | Canada    | 4:09.39 |
|           | Marcin Maliński | Polonia   | 4:10.37 |

| Posizione | Atleta             | Paese     | Tempo   |
| --------- | ------------------ | --------- | ------- |
|           | Joanne Malar       | Canada    | 4:36.40 |
|           | Nancy Sweetnam     | Canada    | 4:37.04 |
|           | Britta Vestergaard | Danimarca | 4:37.10 |

### 4 x 100 m stile libero
| Posizione | Atleta                                                           | Paese     | Tempo   |
| --------- | ---------------------------------------------------------------- | --------- | ------- |
|           | Fernando Scherer Alexandre Massura André Cordeiro Gustavo Borges | Brasile   | 3:12.42 |
|           | Brett Hawke Michael Klim Richard Upton Matthew Dunn              | Australia | 3:17.27 |
|           | Nicolae Ivan Răzvan Petcu Alexandru Ioanovici Nicolae Butacu     | Romania   | 3:17.40 |

| Posizione | Atleta                                                        | Paese     | Tempo   |
| --------- | ------------------------------------------------------------- | --------- | ------- |
|           | Na Chao Ying Shan Xue Han Jingyi Le                           | Cina      | 3:37.00 |
|           | Melanie Dodd Sarah Ryan Anna Windsor Susie O'Neill            | Australia | 3:38.72 |
|           | Johanna Sjöberg Louise Karlsson Linda Olofsson Louise Jöhncke | Svezia    | 3:40.66 |

### 4 x 200 m stile libero
| Posizione | Atleta                                                             | Paese     | Tempo   |
| --------- | ------------------------------------------------------------------ | --------- | ------- |
|           | Michael Klim Matthew Dunn Malcolm Allen Daniel Kowalski            | Australia | 7:07.97 |
|           | Chris-Carol Bremer Steffen Zesner Torsten Spanneberg Jörg Hoffmann | Germania  | 7:13.42 |
|           | Cassiano Leal Fernando Zaez Teófilo Ferreira Gustavo Borges        | Brasile   | 7:13.64 |

| Posizione | Atleta                                                          | Paese     | Tempo   |
| --------- | --------------------------------------------------------------- | --------- | ------- |
|           | Marianne Limpert Shannon Shakespeare Sarah Evanetz Joanne Malar | Canada    | 7:58.25 |
|           | Dagmar Hase Kerstin Kielgass Julia Jung Franziska van Almsick   | Germania  | 8:01.11 |
|           | Anna Windsor Samantha Mackie Nicole Stevenson Susie O'Neill     | Australia | 8:01.86 |

### 4 x 100 m misti
| Posizione | Atleta                                                      | Paese         | Tempo   |
| --------- | ----------------------------------------------------------- | ------------- | ------- |
|           | Jonathan Winter Paul Kent Murray Burdan Nicholas Tongue     | Nuova Zelanda | 3:35.69 |
|           | Adrian Radley Robert van der Zant Scott Miller Michael Klim | Australia     | 3:36.35 |
|           | Sergei Sudakov Alexander Tkachev Denis Pimankov Yuri Mukhin | Russia        | 3:36.88 |

| Posizione | Atleta                                                        | Paese       | Tempo   |
| --------- | ------------------------------------------------------------- | ----------- | ------- |
|           | Elli Overton Samantha Riley Angela Kennedy Susie O'Neill      | Australia   | 4:00.46 |
|           | Julie Howard Lisa Flood Jessica Amey Shannon Shakespeare      | Canada      | 4:03.89 |
|           | Barbara Bedford Kelli King-Bednar Misty Hyman Courtney Shealy | Stati Uniti | 4:04.84 |